# Cybianthus fulvopulverulentus
Cybianthus fulvopulverulentus är en viveväxtart. Cybianthus fulvopulverulentus ingår i släktet Cybianthus, och familjen viveväxter.

## Underarter
Arten delas in i följande underarter:
- C. f. fulvopulverulentus
- C. f. magnoliifolius